# Vildmarkens Herskere
Vildmarkens Herskere er en amerikansk stum western fra 1917 instrueret af Lambert Hillyer.

## Medvirkende
- William S. Hart som Ice Harding
- Sylvia Breamer som Betty Werdin
- Milton Ross som Bates
- Bob Kortman som Moose Holleran